# Physocephala thecala
Physocephala thecala är en tvåvingeart som beskrevs av Camras 1957. Physocephala thecala ingår i släktet Physocephala och familjen stekelflugor. Inga underarter finns listade i Catalogue of Life.